# 서귀포 김정희 유배지
서귀포 김정희 유배지(西歸浦 金正喜 流配址)는 조선 후기의 문신이자 서화가였던 김정희가 유배 생활을 하던 곳이다. 대한민국 제주특별자치도 서귀포시 대정읍에 있다.

## 개요
서귀포시 대정읍성 동문자리 안쪽에 자리잡은 추사유배지는 조선 후기의 문신이자 서화가였던 추사 김정희(1786∼1856)가 유배생활을 하던 곳이다.
김정희는 영조의 사위였던 김한신(金漢藎)의 증손으로, 조선 순조 19년(1819) 문과에 급제하여 성균관 대사성·이조참판 등의 벼슬을 지냈다. 그러다 조선 헌종 6년(1840)에 동지부사로 청나라에 가게 되었으나 안동김씨 세력과의 권력 싸움에서 밀려나면서 제주도로 유배를 가게 된다. 유배 초기에 포도청의 부장인 송계순의 집에 머물다가 몇 년 뒤 현재의 유배지로 지정된 강도순의 집으로 이사하였다. 이 집은 1948년 제주도 4·3사건 때 불타버리고 빈 터만 남았다가 1984년 강도순 증손의 고증에 따라 다시 지은 것이다.
김정희는 이 곳에 머물면서 추사체를 완성하고, <완당세한도>(국보 제180호)를 비롯한 많은 서화를 그렸으며, 제주지방 유생들에게 학문과 서예를 가르치는 등 많은 공적을 남겼다.
추사유배지는 추사 김정희선생이 제주에 남긴 유배 문학의 커다란 문화적 가치 뿐만 아니라 그가 남긴 금석학과 유학, 서학의 의미는 역사적·학술적으로 크게 평가되고 있다.